# Quercus canariensis
Quercus canariensis (дуб канарський, дуб андалузький, дуб алжирський) — вид рослин з родини Букові (Fagaceae); поширений у західному Середземномор'ї; попри видову назву на канарських островах відсутній.

## Опис
Це високе дерево, яке виростає до 30 м заввишки. Стовбур до 1 м в діаметрі; крона широка. Кора чорнувата. Гілочки сіро-зелені, спочатку густо запушені, потім гладкі й голі. Листки 6–18 × 3–9 см; напіввічнозелені, від овальних до овально-еліптичних; молоде листя волохате; доросле листя тьмяного темно-зеленого кольору, зверху без волосся, гладке знизу з волосками вздовж середньої жилки; більш-менш глибоко лопатеві з короткими зубчастими або підгострими часточками; ніжка листка 10–25 мм, темно-рожева, спочатку запушена, скоро гола; зимові листки частково зелені, частково коричневі. Чоловічі сережки завдовжки 4–8 см, оцвітина з 6 ланцетними частками. Жіночі квітки поодинокі, оцвітина з 6 короткими часточками. Жолуді 2.5–3.5 см, яйцювато-циліндричні; на короткій ніжці 0.5–1 см; в кластерах по 2–3, закриті на 1/3 чашкою, дозріває за один рік. 
Це швидкорослий вид. Досягає 300 років і більше. Цвіте в період з лютого по травень.

## Поширення
Поширення: пн. Алжир, Марокко, Туніс, пд. Португалія, сх. і пд. Іспанія.
Найкраще росте на захищених ділянках на вологих ґрунтах, уздовж річок або в долинах. Вид росте в змішаних лісах, що складається з інших видів дуба, таких як Quercus ilex і Quercus suber. Зростає в гірських масивах, таких як Кадіс в Іспанії, гори Атлас в Марокко та Сьєрра-де-Мончік в Португалії. Там, де вид був заведений, він може гібридизуватися з Quercus robur. 

## Використання
Вид використовується як декоративний елемент в межах Європи, а також Австралії, де його висаджують в парках, садах і вздовж вулиць. Вид використовується для його деревини для отримання бочок, човнів та на залізниці.

## Загрози й охорона
Загрозою є торгівля деревиною й вид уразливий до лісових пожеж. У майбутньому виду, напевно, загрожує зміна клімату через сприйнятливість до посухи. Існує занепокоєння щодо зменшення виду в Іспанії та фрагментація. У Португалії вид локально уражений плантаціями евкаліпта. Загрози для виду в межах Північної Африки невідомі, однак, ймовірно, загрози аналогічні.
В Андалусії та Іспанія вид має статус VU, в межах Європи має статус NT.

## Галерея

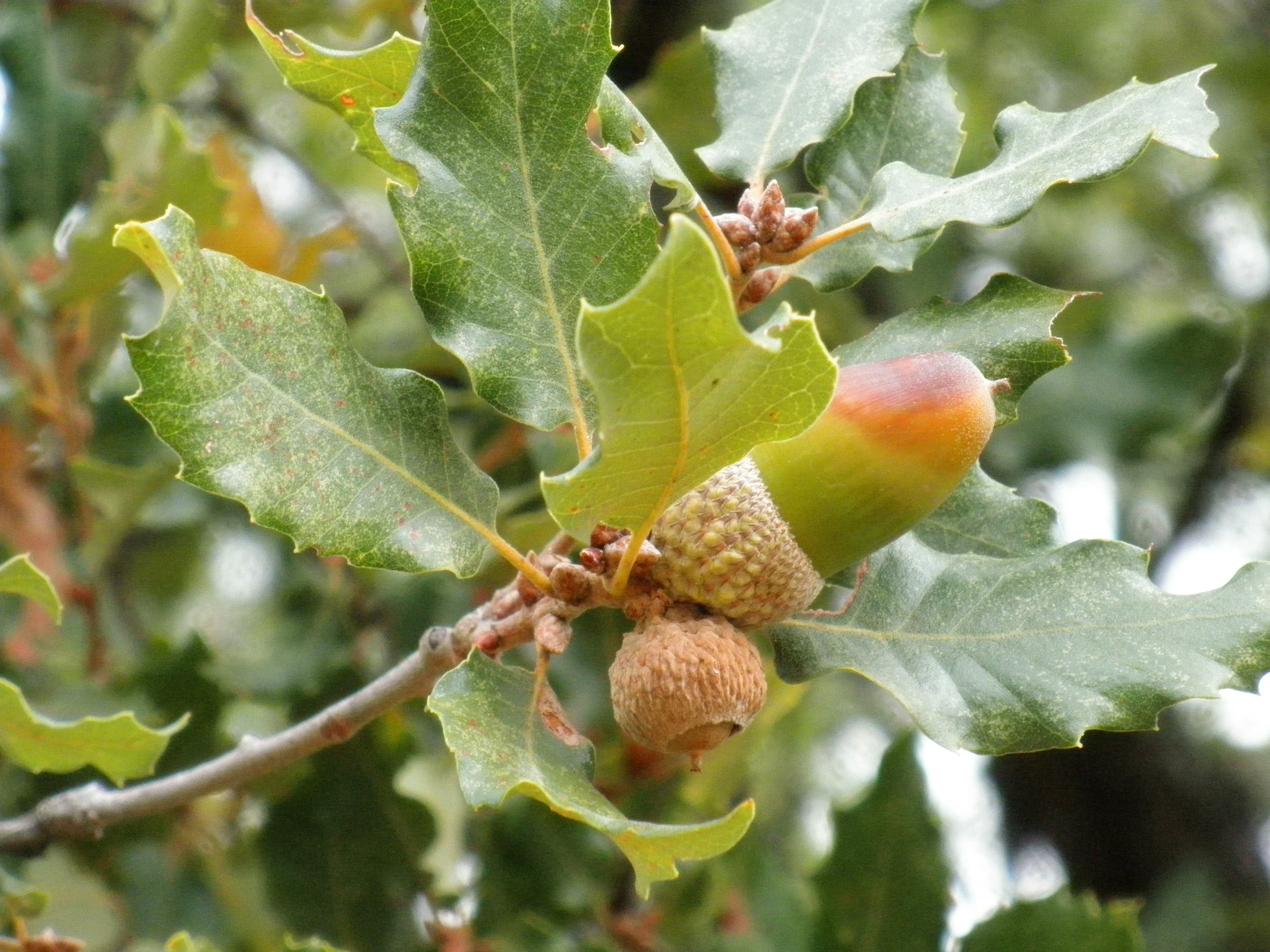
плоди
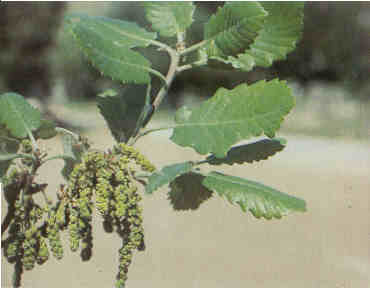
суцвіття
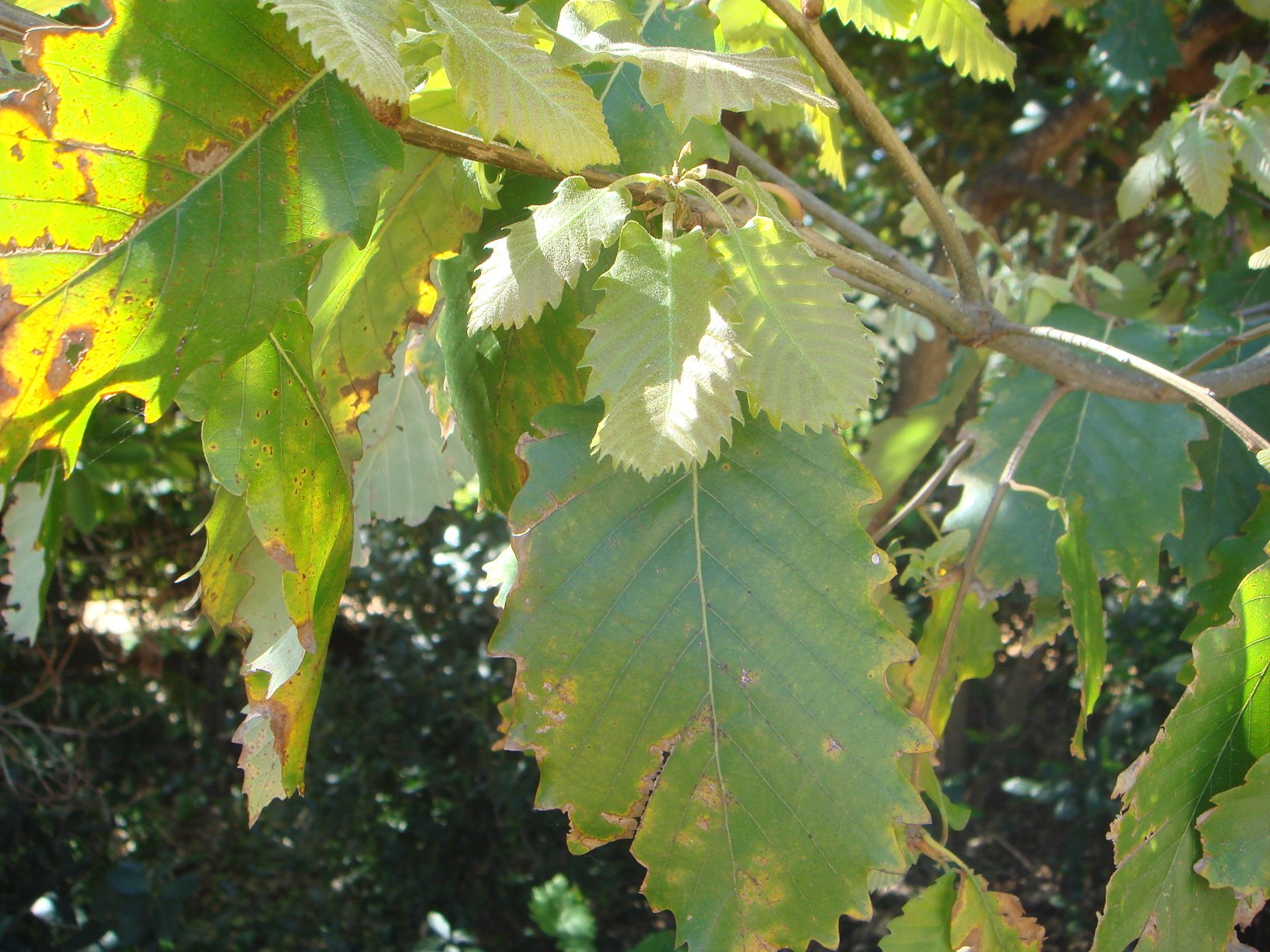
листки